# Ramón Álvarez
Ramón Álvarez (6 febbraio 1966 – tra il 1989 e il 2019) è stato un giocatore di calcio a 5 argentino.

## Carriera
Utilizzato nel ruolo di giocatore di movimento, ebbe come massimo riconoscimento in carriera la partecipazione con la Nazionale di calcio a 5 dell'Argentina al FIFA Futsal World Championship 1989 dove i sudamericani giunsero alla seconda fase, eliminati nel girone comprendente Paraguay, Brasile e Stati Uniti. Morì in giovane età tra il 1989 e il 2019.